# 다시로 도미오
다시로 도미오(일본어: 田代 富雄, 1954년 7월 9일 ~ )는 일본의 전 프로 야구 선수이자 야구 지도자, 야구 해설가·평론가이다.
2016년부터 요미우리 자이언츠의 2군 타격 코치를 맡았다가 2019년 요코하마 베이스타스 1군 타격 코치로 활약하고 있다.

## 인물

### 프로 입단 전
가나가와현 오다와라시 출신으로 당초에는 투수로 활약했지만 중학교에 재학할 당시에는 에이스였다. 이후 후지사와 상업고등학교(현재의 후지사와쇼료 고등학교)에 진학하면서 2학년 때 야수(3루수)로 전향했다. 고교 졸업 후 1972년 프로 야구 드래프트 회의에서 다이요 웨일스에 3순위로 지명을 받아 입단해 등번호는 26번으로 배정받았는데 본인(다시로)과 니시모토 다카시 (요미우리 시절) 등 70년대 후반부터 90년대까지가 26번의 최전성기였다.

### 프로 야구 선수 시절
이듬해 1973년부터 1975년까지 3년 간 2군에서 머물다가 1976년에 1군으로 첫 승격되었다. 다음 해인 1977년 4월에는 시즌 11개의 홈런을 기록하여 월간 MVP를 석권했고 3루수의 주전 선수로 활약해 130경기에 모두 출전했다. 장타력이 있는 타자로 정평이 나 있어 1979년 개막전에서 3개의 홈런을 때리는 등 주력 선수로서 팀의 2위로 오르는 데에 기여했고 이듬해 1980년에는 개인 최다인 36홈런을 기록했다. 현역 시절 전반기에는 주로 3루에서, 후반기에는 1루에서 지키는 경우가 많았다. 1980년부터 6년 연속 20홈런 이상, 1977년부터 10년 연속 두 자릿수 홈런 기록을 세우는 등 요코하마 다이요 웨일스의 주포로서 맹활약을 했다.
그러나 1986년 6월 18일의 히로시마 도요 카프전에서 1루에서 수비 플레이를 하던 도중 타자 주자인 쇼다 고조와 충돌하며 왼쪽 손목에 골절상을 입었고 부상 당한 이후에 타격 성적은 급격히 떨어졌다.
1991년 10월 10일, 은퇴 경기가 된 한신 타이거스와의 최종전(요코하마 스타디움)에 선발로 출전해 첫 번째 타석에서 가사이 미노루로부터 만루 홈런을 때려냈다. 이 홈런은 그 해 다시로가 기록하였던 유일한 안타이기도 했다. 당초에는 경기 종료할 때까지 출전할 예정이었지만 이 만루 홈런을 마지막 타석으로 하기 위해서 경기 도중 교체되었다.

### 그 후
이후 TV 가나가와, 닛폰 방송에서 야구 해설위원으로 발탁되는 등 평론가로 활동했고, 라면을 좋아하는 사람이 많아지면서 가나가와 현 지가사키시에 위치한 라면 전문점이자 자신의 이름을 내건 ‘다시로 라면’(田代ラーメン)을 운영했다. 1997년부터 요코하마 베이스타스의 2군(2000년에 ‘쇼난 시렉스’로 개칭) 타격 코치로 부임하면서 그것과 동시에 라면 전문점은 폐업했다.
코치로서의 타자 육성에는 정평이 나있을 정도로 다무라 히토시, 긴조 다쓰히코, 무라타 슈이치, 요시무라 유키 등 많은 선수들을 길렀다. 2001년까지 쇼난 시렉스 타격 코치, 2002년은 요코하마 1군 타격 코치, 2003년에는 다시 쇼난으로 자리를 옮겨 타격 코치, 2004년 ~ 2006년은 요코하마의 1군 타격 코치를 맡았다. 2007년부터는 쇼난 시렉스의 감독으로 취임했다.
2009년 5월 18일, 요코하마 베이스타스의 오야 아키히코 감독이 팀 성적 부진에 대한 책임을 물어 사임하여 1군 감독 대행으로 취임, 같은 해 5월 20일의 지바 롯데 마린스전에서 감독 대행으로서의 팀 첫 승리를 이끌었다. 그러나 팀을 고쳐 세우지 못하고 5위와의 16경기 차이로 인해 최하위로 떨어지면서 그대로 시즌을 마감해 1군 감독 대행에서 물러났다.
2010년부터는 다시 쇼난 시렉스의 감독으로 복귀해 등번호는 ‘76’번에서 ‘78’으로 변경했다. 요코하마 구단 측은 다시로에 대해서 다음 시즌부터는 구단의 편성 부문을 맡아달라는 요청을 전달했지만 정작 다시로 본인은 “현장에는 조건이 있어 나에게는 양복이 어울리지 않는다”라고 극구 사양했기 때문에 2010년 시즌 마지막으로 요코하마 구단을 탈퇴하는 단계가 되었다. 한편 시즌 최종전까지의 지휘를 맡아 9월 27일부로 퇴단했고 타진된 것은 편성 담당이 아닌 구단 홍보였다.
2011년에는 KBO 리그 팀인 SK 와이번스의 코치로 부임했지만 8월 18일에 김성근 감독이 시즌 도중 사임으로 인해 일부 코치진들이 자진 사퇴 의사를 보이는 것에 따라 동반 사임했다.
2012년부터는 도호쿠 라쿠텐 골든이글스 2군 타격 코치로 부임, 이듬해 2013년부터는 1군 타격 코치를 맡게 됐다. 긴지·마스다 신타로·시마우치 히로아키, 오카지마 다케로 등을 지도했고 같은 해에 리그 우승과 일본 시리즈 우승에 큰 기여를 했다. 2014년 시즌 끝으로 퇴단하겠다는 입장을 밝혔지만 라쿠텐 구단과 감독인 호시노 센이치로부터의 강력한 설득으로 사의를 철회하면서 팀에 잔류하게 됐다. 그러나 이듬해 2015년 7월 30일에 코치직에서 물러났다. 시즌 도중의 사임은 이례적인 일이었는데 사임한 이유는 팀 타격 부진에 대한 책임을 졌기 때문인 것으로 되어 있지만, 산케이 스포츠와 도쿄 스포츠는 라쿠텐 구단주인 미키타니 히로시에 의한 현장에의 개입에 불만이 쌓였던 것이 큰 이유라고 보도했다. 다시로를 취재했던 적이 있는 스포츠 라이터 아카사카 에이이치에 의하면, 2014년 건에 대해서도 미키타니에 대한 불만이 사임한 이유를 꼽았다.
2015년 10월 29일에 요미우리 자이언츠의 2군·3군 순회 타격 코치로 부임했고 요미우리에서는 2군과 함께 2016년부터 신설되는 3군의 타격 지도도 담당하게 됐다.

## 상세 정보

### 출신 학교
- 후지사와 상업고등학교(현재의 후지사와쇼료 고등학교)

### 선수 경력
- 다이요 웨일스·요코하마 다이요 웨일스(1973년 ~ 1991년)

### 지도자·기타 경력
지도자
- 요코하마 베이스타스 2군 타격 코치(1997년 ~ 2001년)
- 요코하마 베이스타스 1군 타격 코치(2002년, 2004년 ~ 2006년)
- 쇼난 시렉스 타격 코치(2003년)
- 쇼난 시렉스 감독(2007년 ~ 2009년)
- 요코하마 베이스타스 감독 대행(2009년 5월 ~ 2009년 10월)
- 쇼난 시렉스 감독(2010년)
- SK 와이번스 1군 타격 코치(2011년)
- 도호쿠 라쿠텐 골든이글스 2군 타격 코치(2012년)
- 도호쿠 라쿠텐 골든이글스 1군 타격 코치(2013년 ~ 2015년)
- 요미우리 자이언츠 2군·3군 순회 타격 코치(2016년 ~ 2017년)
- 요미우리 자이언츠 2군 타격 코치(2018년)
- 요코하마 DeNA 베이스타스 1군 타격 코치(2019년 ~ )

해설자
- TV 가나가와, 닛폰 방송 야구 해설자(1992년 ~ 1996년)

### 수상·타이틀 경력
- 월간 MVP : 2회(1977년 4월, 1980년 5월)

### 개인 기록

#### 첫 기록
- 첫 출장·첫 선발 출장 : 1976년 4월 4일, 대 주니치 드래곤스 2차전(나고야 구장), 7번·3루수로서 선발 출장
- 첫 타석·첫 안타 : 상동, 3회초에 미사와 준으로부터
- 첫 타점 : 상동, 4회초에 이나바 미쓰오로부터
- 첫 삼진 : 상동, 9회초에 스즈키 다카마사로부터
- 첫 홈런 : 1976년 7월 27일, 대 히로시마 도요 카프 14차전(히로시마 시민 구장), 2회초에 이케가야 고지로로부터 선제 2점 홈런

#### 기록 달성 경력
- 통산 100홈런 : 1980년 5월 28일, 대 요미우리 자이언츠 10차전(고라쿠엔 구장), 4회초에 니시모토 다카시로부터 선제 2점 홈런 ※역대 110번째
- 통산 150홈런 : 1981년 9월 5일, 대 주니치 드래곤스 24차전(나고야 구장), 4회초에 가쿠 겐지로부터 솔로 홈런 ※역대 62번째
- 통산 200홈런 : 1983년 8월 5일, 대 한신 타이거스 15차전(요코하마 스타디움), 3회말에 이토 히로미쓰로부터 솔로 홈런 ※역대 41번째
- 통산 1000경기 출장 : 1984년 5월 9일, 대 히로시마 도요 카프 4차전(요코하마 스타디움), 5번·3루수로서 선발 출장 ※역대 245번째
- 통산 1000안타 : 1984년 7월 6일, 대 야쿠르트 스왈로스 12차전(요코하마 스타디움), 6회말에 다카노 히카루로부터 좌중간 적시 3루타 ※역대 131번째
- 통산 250홈런 : 1985년 8월 16일, 대 요미우리 자이언츠 18차전(요코하마 스타디움), 3회말에 가토 하지메로부터 2점 홈런 ※역대 24번째
- 통산 1000삼진 : 1987년 5월 11일, 대 요미우리 자이언츠 6차전(요코하마 스타디움), 8회말에 가토리 요시타카로부터 ※역대 12번째
- 통산 1500경기 출장 : 1990년 8월 4일, 대 주니치 드래곤스 17차전(요코하마 스타디움), 15회말에 니우라 히사오의 대타로서 출장, 야마우치 가즈히로로부터 단타 ※역대 97번째

#### 기타
- 5경기 연속 홈런(1977년 4월 5일 ~ 4월 10일)
- 올스타전 출장 : 1회(1977년)
- 최다 연속 경기 병살타 : 5개(1979년 10월 21일 ~ 10월 25일) ※일본 기록, 센트럴 리그 기록

### 등번호
- 26(1973년 ~ 1991년)
- 75(1997년 ~ 1998년)
- 76(1999년 ~ 2009년, 2019년 ~ )
- 78(2010년)
- 89(2011년)
- 82(2012년 ~ 2015년)
- 107(2016년 ~ 2017년)
- 72 (2018년)

### 연도별 타격 성적
| 연 도       | 소 속       | 경 기 | 타 석 | 타 수 | 득 점 | 안 타 | 2 루 타 | 3 루 타 | 홈 런 | 루 타 | 타 점 | 도 루 | 도 루 자 | 희 생 번 | 희 생 플 | 볼 넷 | 고 4 | 사 구 | 삼 진 | 병 살 타 | 타 율 | 출 루 율 | 장 타 율 | O P S |
| ----------- | ----------- | ----- | ----- | ----- | ----- | ----- | ------- | ------- | ----- | ----- | ----- | ----- | -------- | -------- | -------- | ----- | ---- | ----- | ----- | -------- | ----- | -------- | -------- | ----- |
| 1976년      | 다이요      | 89    | 247   | 235   | 18    | 60    | 8       | 1       | 8     | 94    | 21    | 0     | 0        | 2        | 0        | 9     | 0    | 1     | 56    | 5        | .255  | .286     | .400     | .686  |
| 1977년      | 다이요      | 130   | 549   | 484   | 79    | 146   | 25      | 3       | 35    | 282   | 88    | 2     | 4        | 0        | 6        | 52    | 2    | 7     | 118   | 13       | .302  | .373     | .583     | .956  |
| 1978년      | 다이요      | 129   | 527   | 472   | 66    | 136   | 28      | 2       | 27    | 249   | 104   | 1     | 5        | 0        | 6        | 48    | 2    | 1     | 94    | 3        | .288  | .351     | .528     | .879  |
| 1979년      | 다이요      | 124   | 391   | 357   | 41    | 84    | 12      | 2       | 19    | 157   | 54    | 0     | 4        | 1        | 1        | 30    | 2    | 2     | 86    | 14       | .235  | .297     | .440     | .737  |
| 1980년      | 다이요      | 128   | 529   | 472   | 74    | 140   | 22      | 4       | 36    | 278   | 94    | 6     | 8        | 1        | 4        | 50    | 6    | 2     | 104   | 12       | .297  | .364     | .589     | .953  |
| 1981년      | 다이요      | 130   | 540   | 489   | 62    | 131   | 19      | 1       | 30    | 242   | 81    | 8     | 5        | 0        | 7        | 42    | 5    | 2     | 90    | 15       | .268  | .324     | .495     | .819  |
| 1982년      | 다이요      | 124   | 525   | 469   | 66    | 119   | 21      | 2       | 27    | 225   | 83    | 1     | 1        | 1        | 4        | 49    | 4    | 2     | 102   | 10       | .254  | .324     | .480     | .804  |
| 1983년      | 다이요      | 119   | 486   | 442   | 60    | 111   | 23      | 2       | 28    | 222   | 91    | 2     | 0        | 1        | 5        | 35    | 6    | 3     | 88    | 10       | .251  | .307     | .502     | .809  |
| 1984년      | 다이요      | 130   | 543   | 479   | 56    | 125   | 14      | 2       | 21    | 206   | 71    | 4     | 2        | 1        | 6        | 54    | 1    | 3     | 95    | 21       | .261  | .336     | .430     | .766  |
| 1985년      | 다이요      | 110   | 403   | 366   | 44    | 95    | 14      | 1       | 24    | 183   | 68    | 0     | 1        | 0        | 2        | 34    | 1    | 1     | 94    | 9        | .260  | .323     | .500     | .823  |
| 1986년      | 다이요      | 67    | 222   | 200   | 22    | 48    | 9       | 0       | 13    | 96    | 40    | 0     | 2        | 0        | 4        | 17    | 1    | 1     | 52    | 5        | .240  | .297     | .480     | .777  |
| 1987년      | 다이요      | 82    | 243   | 229   | 19    | 56    | 13      | 1       | 5     | 86    | 28    | 4     | 2        | 1        | 0        | 13    | 1    | 0     | 46    | 6        | .245  | .285     | .376     | .661  |
| 1988년      | 다이요      | 46    | 97    | 91    | 5     | 27    | 4       | 0       | 1     | 34    | 16    | 0     | 0        | 0        | 1        | 5     | 0    | 0     | 17    | 5        | .297  | .330     | .374     | .704  |
| 1989년      | 다이요      | 55    | 115   | 106   | 7     | 25    | 4       | 0       | 0     | 29    | 5     | 1     | 0        | 2        | 1        | 6     | 2    | 0     | 21    | 4        | .236  | .274     | .274     | .548  |
| 1990년      | 다이요      | 51    | 74    | 58    | 5     | 17    | 4       | 0       | 3     | 30    | 19    | 0     | 0        | 0        | 3        | 13    | 2    | 0     | 16    | 2        | .293  | .405     | .517     | .923  |
| 1991년      | 다이요      | 12    | 14    | 12    | 1     | 1     | 0       | 0       | 1     | 4     | 4     | 0     | 0        | 0        | 0        | 2     | 0    | 0     | 2     | 2        | .083  | .214     | .333     | .548  |
| 통산 : 16년 | 통산 : 16년 | 1526  | 5505  | 4961  | 625   | 1321  | 220     | 21      | 278   | 2417  | 867   | 29    | 34       | 10       | 50       | 459   | 36   | 25    | 1081  | 136      | .266  | .328     | .487     | .816  |

- 굵은 글씨는 시즌 최고 성적.
- 1973년 ~ 1975년은 1군 출장 없음.

### 감독으로서의 팀 성적
- 107경기 38승 69패(승률 .355)[7]